# Ada Kok
Ada Kok (Ámsterdam, Países Bajos, 6 de junio de 1947) es una nadadora neerlandesa retirada especializada en pruebas de estilo mariposa, donde consiguió ser campeona olímpica en 1968 en los 200 metros.

## Carrera deportiva
En las Olimpiadas de Tokio 1964 ganó dos medallas de plata, en 100 metros mariposa, y en relevos de 4x100 metros estilos.
Cuatro años después, en los Juegos Olímpicos de México 1968 ganó la medalla de oro en los 200 metros mariposa, con un tiempo de 2:24.7 segundos que fue récord olímpico.